# Никола Чиприянов
Никола Чиприянов е български актьор

## Биография
Роден е през 1945 г. в село Драгомирово, Свищовска околия.
През 1971 г. завършва ВИТИЗ „Кръстьо Сарафов“, специалност актьорско майсторство в класа на професор Боян Дановски. За кратко е актьор в Драматично-куклен театър „Васил Друмев“ Шумен, а от 1974 до смъртта си през 2010 г. играе на сцената на русенския Драматичен театър „Сава Огнянов“.
Автор е на четири книги.

## Роли в театъра
- „Валпургиева нощ“ (2007)
- „Кръстопът под наем“ (Орлин Дяков) (2007)
- „Кучешко сърце“ (Михаил Булгаков) (1978) – Иван Арнолдович Борментал
- „От земята до небето“ (Никола Русев) (1978) – кундурджията
- „Боряна“ (Йордан Йовков) (1975) – Едрю

## Телевизионен театър
- „Дванадесетият апостол“ (реж. Теофана Преславска)

## Филмография
| Година | Филми и Сериали                              | Серии | Копродукции | Роля                                                       |
| ------ | -------------------------------------------- | ----- | ----------- | ---------------------------------------------------------- |
| 2011   | Корави старчета                              |       |             |                                                            |
| 2007   | Ваканцията на Лили                           | 6     |             | дядо Иван                                                  |
| 2007   | Когато Ницше плака – („When Nietzsche Wept“) |       | САЩ         |                                                            |
| 1991   | О, Господи, къде си?                         |       |             | шофьора на генерала и бодигард                             |
| 1989   | Пазачът на планетата (тв сериал)             | 2     |             | ветеринарният лекар Йоло                                   |
| 1987   | Каменната гора (тв)                          |       |             | собственика на морския бар                                 |
| 1987   | Живот до поискване                           |       |             |                                                            |
| 1986   | Денят на владетелите                         | 2     |             | Сулгун, сетим багаин и обучаващ децата с меч (в I-ва част) |
| 1986   | Мечтатели                                    |       |             |                                                            |
| 1985   | Памет                                        |       |             | Стамен                                                     |
| 1983   | Златната река                                |       |             | Иван Цистерната                                            |
| 1983   | Прадеди и правнуци. Каменно гнездо           | 5     |             | Дюк Боян, бивш стотник на Станко Кусам                     |
| 1983   | Прилив на нежност                            |       |             |                                                            |
| 1981   | Капитан Петко войвода                        | 12    |             | Комньо (в 6 серии: от I до VI)                             |
| 1981   | Пришествие                                   |       |             | Бора                                                       |
| 1980   | Търновската царица                           |       |             | ловец                                                      |
| 1977   | Басейнът                                     |       |             |                                                            |
| 1976   | Грехове (тв)                                 |       |             | клисарят Тодор                                             |
| 1976   | Бой последен                                 |       |             | Велин                                                      |
| 1975   | Дъжд                                         |       |             |                                                            |

## Книги написани от него
- „Премислици душевни“ (2010)
- „Принцип на синхронността. Монолог от преизподнята. Молитви и медитации“ (2006)
- „Молитви и медитации“ (2004)
- „Принцип на синхронността“ (2002)

## Книги за него
- „Случайността е другото име на Бога. Книга за актьора Никола Чиприянов“ (2015) (Ана Чиприянова, Мая Ангелова, Мира Душкова)